# Джиммі Макменемі
Джиммі Макменемі (англ. Jimmy McMenemy, нар. 23 серпня 1880, Ратерглен, Шотландія — пом. 23 червня 1965, Глазго) — шотландський футболіст, що грав на позиції нападника. Відомий, зокрема, виступами за футбольний клуб «Селтік».

## Кар'єра
Джиммі Макменемі розпочав свою футбольну кар'єру в юніорській команді «Рутерґлен Ґленкерн». Там його помітили скаути «Селтіка». До «кельтів» він приєднався в червні 1902 року, а 22 листопада дебютував за клуб в ліговому матчі проти «Порт Глазго» (3-0). Макменемі став невід'ємною частиною команди, яка в період з 1905 по 1910 роки 6 разів ставала переможцем шотландської ліги, а в сезоні 1906-07 вперше в історії чемпіонатів Шотландії оформила дубль. Серія з 6 поспіль чемпіонств була рекордною аж до середини 60-х років, коли самі ж «кельти» встановили новий рекорд — 9 титулів поспіль. Він був в основнопу складі під час незабутнього відіграшу піфсля 0-2 у фіналі Кубка Шотландії 1903-04 проти «Рейнджерс» (в підсумку 3-2).
20 червня 1920 року Джиммі покинув «Селтік» у віці 40 років. Він приєднався до «Партік Тісл», яким він 21 квітня 1921-го у фіналі проти «Рейнджерс», який завершився з рахунком 1-0, допоміг здобути поки що єдиний їхній Кубок Шотландії.

## Титули і досягнення
- Чемпіонат Шотландії
  - Чемпіон (11): 1904–05, 1905–06, 1906–07, 1907–08, 1908–09, 1909–10, 1913–14, 1914–15, 1915–16, 1916–17, 1918–19,
  - Срібний призер (4): 1911–12, 1912–13, 1917–18, 1919–20
- Кубок Шотландії
  - Володар (6): 1903–04, 1906–07, 1907–08, 1910–11, 1911–12, 1913–14